# 十三刺客
《十三刺客》（日语：／ Jûsan-nin no Shikaku ?），1963年工藤榮一執導的日本電影。片岡千惠藏主演。
講述幕末將軍德川家慶的弟弟——明石藩主松平齊韶是個專橫跋扈、冷酷無情、殺人如麻的暴君，他即將升任老中。爲了天下蒼生不被齊韶荼毒，筆頭老中土井利位暗中下令旗本島田新左衛門組成13人的刺殺部隊刺殺齊韶。十三刺客在齊韶參勤交代歸國途中埋伏襲擊，於中山道落合宿展開決戰。
影片是日本經典的時代劇電影。約30分鐘的13刺客對戰50騎的殺陣場面，也是時代劇電影史上最長的單次打鬥。
2010年翻拍成同名電影，並衍生出同名小說和其它產品。